# Setmana Mundial de la Immunització
L'Organització Mundial de la Salut proclama, la darrera setmana d'abril de cada any, com la Setmana Mundial de la Immunització.
Les vacunes salven milions de vides i és una de les intervencions sanitàries de major èxit i rendibilitat. No obstant això, al món hi ha més de 19 milions de nens, no vacunats o vacunats parcialment, en perill de contreure malalties potencialment mortals. Cada any s'escull un lema per encoratjar i conscienciar al públic. Enguany, que se celebrarà entre el 24 i el 30 d'abril, el lema serà "Prevent. Protect. Immunise".
La passada edició va portar per títol "Protegits col·lectivament, les vacunes funcionen".
Es calcula que 1 de cada 10 infants no rep mai cap tipus de vacuna i, probablement, mai hagi tingut tampoc cap contacte amb el sistema de salut.
Els objectius de la passada edició van ser:
- Destacar la importància de la immunització i les deficiències que segueix presentant la cobertura sanitària mundial;
- Assenyalar als països afectats el valor de les vacunes i la importància de que s'inverteixi en la immunització;
- Posar de manifest com cadascú de nosaltres podem i devem impulsar el progrés de les vacunes.

Les immunitzacions (amb vacunes) són l'eina més poderosa amb la qual compta actualment la humanitat: gràcies a elles s'ha aconseguit reduir dràsticament la mortalitat de moltes malalties infeccioses. L'estudi de les immunitzacions és un ampli camp d'estudi on hi ha molt per aportar, és per això que els governs de tots els països han de destinar diners suficients per a la recerca de més vacunes, així com la seva producció i distribució autònoma. Només així s'aconseguirà reduir-ne els costos.
La celebració d'aquesta setmana intenta despertar la consciència dels governs en benefici de la salut de la humanitat.
| Any                      | Tema                                              |
| ------------------------ | ------------------------------------------------- |
| 24 al 30 d'abril de 2018 | Protegits col·lectivament, #Les vacunes funcionen |
| 24 al 30 d'abril de 2017 | Les vacunes funcionen                             |
| 24 al 30 d'abril de 2016 | Tancar les bretxes en immunització                |
| 24 al 30 d'abril de 2015 | Tancar les bretxes en immunització                |
| 24 al 30 d'abril de 2014 | “Està vostè al dia?”                              |
| 20 al 26 d'abril de 2013 | “Protegeixi el seu món, vacuni's”                 |